# Tragic Idol
Tragic Idol ist das 13. Studioalbum der englischen Band Paradise Lost. Es erschien am 20. April 2012 in Deutschland, am 23. April im übrigen Europa und am 24. April 2012 in den USA.

## Entstehung und Stil
Das Album wurde mit Jens Bogren in Lincolnshire eingespielt. Gitarrist Gregor Mackintosh sah es vom klassischen Doom Metal und „Classic Metal“ beeinflusst. Er beschrieb es als melodischer als das Vorgängeralbum, es behalte aber die „Heaviness“. Am 1. Februar 2012 wurde das vom Pariser Designer Valnoir gestaltete Cover vorgestellt.
Das Album ist in den folgenden Versionen erhältlich: Standard-CD mit 10 Songs, Limitierten "Deluxe Box" mit Bonus-CD, 12" Vinyl, Fanbox mit der limitierten Version, 12" und 7" Vinyl, Poster und Kappe.

## Titelliste
1. Solitary One – 4:08
2. Crucify – 4:08
3. Fear of Impending Hell – 5:25
4. Honesty in Death – 4:08
5. Theories From Another World – 5:02
6. In This We Dwell – 3:55
7. To the Darkness – 5:09
8. Tragic Idol – 4:35
9. Worth Fighting For – 4:12
10. The Glorious End – 5:23

Tracklist Bonus-CD der limitierten „Deluxe Box“
1. Ending Through Changes – 4:09
2. Never Take Me Alive (Cover von Spear of Destiny) – 4:48